# JPI
Jensen & Partners International (также - J&P Intl. и JPI) — компания по разработке программного обеспечения. Образовалась выходом из компании Borland International в 1987 году , когда вице-президент компании Borland и один из основателей Нильс Йенсен вместе с группой разработчиков покинули её из-за расхождения во взглядах на перспективы развития компиляторов, так как считал компилятор Turbo Modula-2 более современным проектом, чем Turbo Pascal. В то время президент компании выпустил, чтобы не отставать от Microsoft, следующую версию компилятора Си неудовлетворительного качества.

## TopSpeed JPI
Компания JPI вышла на рынок с уникальным продуктом, с оригинальной концепцией — TopSpeed JPI.
Идеология этого продукта заключалась в том, что под единой интегрированной средой разработки были объединены такие языки программирования, как Assembler 80x86, Pascal, Modula-2, Ada, C, C++, Fortran. Оптимизирующие трансляторы, объединённые единым мощным компилятором-кодогенератором, общими библиотеками, общим компоновщиком и общей интегрированной пользовательской средой с отладчиком. Группа разработчиков могла работать над единым проектом на разных языках.
TopSpeed JPI выполнял генерацию кода для трёх операционных сред: DOS, Windows, OS/2.
Подобная кроссплатформенная интегрированная среда возникла потом двадцатью годами позже - LLVM.
Скорость выполнения, качество и компактность кода по тем временам превосходили компиляторы таких известных производителей, как Borland, Microsoft, Watcom, Zortech.
Летом 1990 года Clarion Software Corporation лицензировала у JPI её TopSpeed-технологию и начала разрабатывать новый компилятор. В 1994 произошло слияние с образованием объединенной компании TopSpeed Corporation, после которого среда TopSpeed не получила дальнейшего развития.